# Dej ska jag älska all min tid
Dej ska jag älska all min tid är ett studioalbum från 1993 av dansbandet Leif Bloms., då med Mona Gustafsson som bandets sångare.

## Låtlista
| Nr  | Titel                                                          | Låtskrivare                                    | Längd |
| --- | -------------------------------------------------------------- | ---------------------------------------------- | ----- |
| 1.  | "Dej ska jag älska all min tid"                                | Mona Gustafsson                                | ?     |
| 2.  | "Det finns ingenting att hämta" ("Blame it on the Bossa Nova") | Barry Mann, Cynthia Weil, Stikkan Anderson     | ?     |
| 3.  | "Jag sjunger för dej" ("I Write You a Love Song")              | Ole Evenrude, Mona Gustafsson                  | ?     |
| 4.  | "Nu och för alltid"                                            | Mona Gustafsson                                | ?     |
| 5.  | "Stopp stanna upp"                                             | Jan Christer Ericsson, Christer Lundh          | ?     |
| 6.  | "Cupid" ("Varför (lät jag dig gå")                             | Sam Cooke, Christer Lundh                      | ?     |
| 7.  | "Ensam med dig"                                                | Mona Gustafsson                                | ?     |
| 8.  | "Det bästa som hänt"                                           | Mona Gustafsson                                | ?     |
| 9.  | "När jag kysste lärar'n" ("When I Kissed the Teacher")         | Benny Andersson, Björn Ulvaeus, Ingela Forsman | ?     |
| 10. | "Heal the World"                                               | Michael Jackson, Martin Paich                  | ?     |
| 11. | "Sea Cruise"                                                   | Huey "Piano" Smith                             | ?     |
| 12  | "Tid att förstå"                                               | Mona Gustafsson                                | ?     |
| 13. | "Om du ser i mina ögon"                                        | Mona Gustafsson                                | ?     |
| 14. | "Öppna ett fönster"                                            | Lars-Eric Ohlsson, Ingemar Fälth               | ?     |

### Fotnoter
1. ↑  ”Dej ska jag älska all min tid”. Svensk mediedatabas. 26 februari 1993. http://smdb.kb.se/catalog/id/001503723. Läst 29 november 2008.
2. ↑  ”Dej ska jag älska all min tid”. Svensk mediedatabas. 26 februari 1993. http://smdb.kb.se/catalog/id/001534382. Läst 29 november 2008.